# República de Zamboanga
La República de Zamboanga fue una república revolucionaria de corta duración, fundada tras el colapso del régimen colonial español en Filipinas. 
La república se inició el 18 de mayo de 1899, con la rendición de la fortaleza de la Real Fuerza de Nuestra Señora del Pilar de Zaragoza. El 16 de noviembre de 1899, los españoles evacuaron finalmente Zamboanga, después de quemar la mayor parte  de los edificios de la ciudad. En diciembre de 1899, el capitán Pratt, de la 23ª compañía de Infantería de los EE. UU. llegó a Zamboanga y se hizo con el control de la fortaleza. A partir de entonces, la naciente república se convirtió en un protectorado estadounidense. En marzo de 1903, el gobierno del presidente Mariano Arquiza terminó y fue reemplazado por un gobernador estadounidense.